# NHL 2012/13
Die NHL-Saison 2012/13 war die 96. Spielzeit der National Hockey League (NHL). Der Beginn der regulären Saison wurde durch Verhandlungen zwischen den Teambesitzern und der Spielergewerkschaft National Hockey League Players’ Association für einen neuen Tarifvertrag und der daraus resultierenden Aussperrung (Lockout) der Spieler um drei Monate verschoben. Der Saisonstart war ursprünglich auf den 11. Oktober 2012 angesetzt. Durch den Lockout wurden alle 625 Spiele bis zum 14. Januar 2013 annulliert. Daneben wurden sowohl das diesjährige Winter Classic als auch das All-Star-Game abgesagt.
Der Start zu einer verkürzten Saison mit 48 statt 82 Spielen erfolgte am 19. Januar 2013. Die Chicago Blackhawks gewannen als bestes Team der regulären Saison die Presidents’ Trophy. Die Playoffs begannen am 30. April 2013 und endeten am 24. Juni 2013 mit dem fünften Stanley-Cup-Gewinn der Chicago Blackhawks, die sich im NHL-Finale gegen die Boston Bruins durchsetzten.

## Ligabetrieb

### Neuanordnung der Divisionen
Nach dem Umzug der Atlanta Thrashers aus Atlanta im US-Bundesstaat Georgia in das kanadische Winnipeg und der daraus resultierenden Umbenennung des Teams in Winnipeg Jets präsentierte die National Hockey League am 5. Dezember 2011 unter Zustimmung des NHL Board of Governors einen Plan, nach dem die bestehenden Divisionen aufgelöst und vier neue Conferences geschaffen werden sollen. Die neu entstandene Western Conference würde somit zwei Conferences mit je acht Mannschaften und die neue Eastern Conference zwei Conferences mit je sieben Teams beinhalten.
Nach dem Plan hätten sich die vier besten Teams jeder Conference für die Play-offs qualifiziert. Darüber hinaus hätte während der Hauptrunde jede Mannschaft je ein Heim- und Auswärtsspiel gegen jedes Team aus der anderen Conference bestritten; sowie fünf oder sechs Partien gegen Mannschaften aus der eigenen Conference. Die noch unbenannten Conferences hätten nach dem Beschluss wie folgt ausgesehen:
| A                  | B                     | C                   | D                   |
| ------------------ | --------------------- | ------------------- | ------------------- |
| Anaheim Ducks      | Chicago Blackhawks    | Boston Bruins       | Carolina Hurricanes |
| Calgary Flames     | Columbus Blue Jackets | Buffalo Sabres      | New Jersey Devils   |
| Colorado Avalanche | Dallas Stars          | Florida Panthers    | New York Islanders  |
| Edmonton Oilers    | Detroit Red Wings     | Montréal Canadiens  | New York Rangers    |
| Los Angeles Kings  | Minnesota Wild        | Ottawa Senators     | Philadelphia Flyers |
| Phoenix Coyotes    | Nashville Predators   | Tampa Bay Lightning | Pittsburgh Penguins |
| San Jose Sharks    | St. Louis Blues       | Toronto Maple Leafs | Washington Capitals |
| Vancouver Canucks  | Winnipeg Jets         |                     |                     |

Am 6. Januar 2012 wurde der Plan von der Spielergewerkschaft National Hockey League Players’ Association (NHLPA) abgelehnt, wodurch das bestehende Format für die Spielzeit 2012/13 beibehalten wird.

### Salary Cap
Im Vergleich zur Vorsaison wurde die Gehaltsobergrenze (Salary Cap) um rund sechs Millionen von 64,3 Millionen US-Dollar auf 70,2 Millionen US-Dollar angehoben. Die Untergrenze wurde von 48 Millionen US-Dollar auf 54,2 Millionen US-Dollar erhöht.
Durch den neu verhandelten Tarifvertrag wurde die Obergrenze auf 64,3 Millionen US-Dollar herabgesetzt. Die Teams haben die Erlaubnis, bis zu 70,2 Millionen US-Dollar, die ursprünglich festgelegte Obergrenze, auszugeben. Die Untergrenze wurde auf 44 Millionen US-Dollar festgelegt.

### Lockout

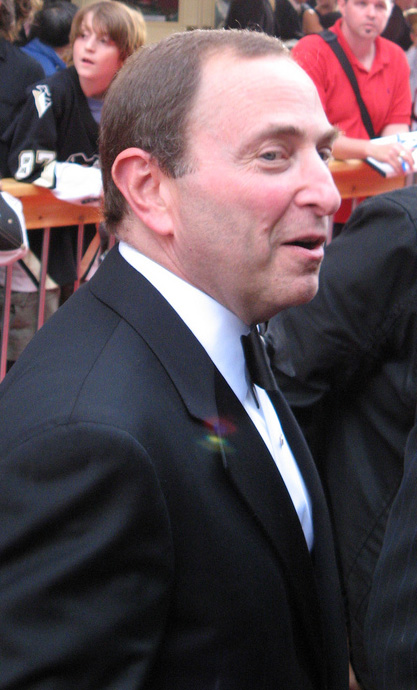
NHL Commissioner Gary Bettman.

Der im Herbst 2005 ausgehandelte Tarifvertrag zwischen Teams und Spielern, das NHL Collective Bargaining Agreement, lief zum 15. September 2012 aus. Das erste Angebot der NHL-Franchises und deren Besitzer an die NHLPA wurde am 14. Juli 2012 präsentiert. Die Offerte sah unter anderem einen für Spieler geringeren Anteil an den Ligagewinnen von 57 % auf 46 % vor. Außerdem soll die Dauer, bis ein Spieler den Status eines Unrestricted Free Agent erreicht, auf zehn Jahre Ligazugehörigkeit angehoben werden. Darüber hinaus soll die Dauer von Einstiegsverträgen für Rookies von drei auf fünf Jahre erhöht werden. Ebenso soll die Maximaldauer für alle Spielerkontrakte auf maximal fünf Jahre limitiert werden. Da es bis zum Auslaufen des Vertrages zu keiner Einigung zwischen Spielern und Teambesitzern kam, sperrten die Besitzer die Spieler um Mitternacht des 15. September 2012 aus. Infolgedessen wurden sämtliche Saisonvorbereitungsspiele aller Teams annulliert. Am 4. Oktober 2012 verkündete die Liga die Streichung der ersten 82 Spiele der Saison. Nach einer Welle weiterer Streichungen regulärer Spiele wurden im November 2012 sowohl das NHL Winter Classic als auch das All-Star-Game abgesagt.
Am 26. November 2012 einigten sich beide Parteien darauf, Schlichter des Federal Mediation and Conciliation Service (FMCS) in die Verhandlungen mit einzubeziehen. Das FMCS ist eine Unabhängige Behörde der Vereinigten Staaten und wurde bereits während des Lockouts 2004/05, erfolglos, einbezogen.
Am Morgen des 6. Januar 2013 einigten sich beide Parteien schließlich auf einen neuen vorläufig gültigen Tarifvertrag. Bei den 16-stündigen Verhandlungen am 5. und 6. Januar vermittelte Schlichter Scot Beckenbaugh vom FMCS. Der neue Vertrag hat eine Dauer von zehn Jahren, wobei sowohl die NHL als auch die NHLPA das Recht besitzt, nach acht Jahren aus dem Vertrag auszusteigen. Zu den weiteren Hauptkernpunkten des neuen Kontrakts zählen zudem:
- Der Erlös aus den erzielten Ligagewinnen (hockey-related revenue; HRR) für die Spieler fällt von 57 % auf 50 %.
- Der Salary Cap in der NHL-Saison 2013/14 beträgt 64,3 Millionen US-Dollar. Damit setzte sich die Gewerkschaft gegenüber der Liga durch, die eine Gehaltsobergrenze von 60 Millionen US-Dollar forderte.
- Jedes Team darf nach dieser und der Spielzeit 2013/14 zwei Spieler aus ihren Verträgen freikaufen, ohne dass das Gehalt des Spielers auf den Salary Cap angerechnet wird.
- Die maximale Vertragslaufzeit von vereinslosen Spielern (Free Agents) wird auf sieben Jahre begrenzt; neue Verträge für bereits teamangehörige Spieler dürfen eine maximale Laufzeit von acht Jahren besitzen.
- Das Gehalt eines Spielers darf sich nicht mehr als 35 % von Jahr zu Jahr verändern. Zusätzlich darf sich das Gehalt im letzten Jahr des Vertrags nicht mehr als 50 % im Vergleich zu dem Jahr unterscheiden, in dem der Spieler das höchste Gehalt erhielt.
- An der Draftlotterie nehmen nun alle 14 Teams teil, die die Play-offs verpassen; beziehungsweise deren Wahlrecht-Inhaber. Die Gewichtung bleibt gleich, jedoch fällt die Regelung weg, dass ein Team nur maximal vier Positionen aufsteigen kann. Dadurch haben alle Teams, die an der Lotterie teilnehmen, eine theoretische Chance auf das erste Wahlrecht.

Im Rahmen des Lockouts wurden alle bis zum 14. Januar 2013 geplanten regulären Saisonspiele abgesagt. Dies entspricht 625 Partien, oder 50,8 % der Spielzeit.

## Entry Draft
Der NHL Entry Draft 2012 fand am 22. und 23. Juni 2012 in Pittsburgh im US-Bundesstaat Pennsylvania statt. Mit dem First Overall Draft-Pick wählten die Edmonton Oilers den russischen Flügelstürmer Nail Jakupow aus. Auf den Plätzen zwei und drei wurden Ryan Murray und Alex Galchenyuk selektiert. Insgesamt wurden in sieben Runden 211 Spieler aus zwölf Nationen von den NHL-Franchises gedraftet.

### Top-5-Picks
| #  | Spieler          | Nationalität       | Pos | NHL-Team              | College-/ Junioren-/ Profi-Team |
| -- | ---------------- | ------------------ | --- | --------------------- | ------------------------------- |
| 1. | Nail Jakupow     | Russland           | RW  | Edmonton Oilers       | Sarnia Sting (OHL)              |
| 2. | Ryan Murray      | Kanada             | D   | Columbus Blue Jackets | Everett Silvertips (WHL)        |
| 3. | Alex Galchenyuk  | Vereinigte Staaten | C   | Canadiens de Montréal | Sarnia Sting (OHL)              |
| 4. | Griffin Reinhart | Kanada             | D   | New York Islanders    | Edmonton Oil Kings (WHL)        |
| 5. | Morgan Rielly    | Kanada             | D   | Toronto Maple Leafs   | Moose Jaw Warriors (WHL)        |

## Reguläre Saison

### Eröffnung in Europa
Nachdem seit 2007 jährlich die Saisoneröffnung mit offiziellen Spielen in Europa stattfand, wurden die Partien zur Saisoneröffnung 2012/13 bereits im März 2012 auf Grund des ungewissen Ausgangs der Tarifverhandlungen zwischen Liga und Spielergewerkschaft abgesagt. Ursprünglich sollte stattdessen am 19. und 20. Januar 2013 erstmals zwei Spiele der Kontinentalen Hockey-Liga (KHL) auf nordamerikanischen Boden ausgetragen werden. Die Partien zwischen dem HK Dynamo Moskau und SKA Sankt Petersburg sollten im Barclays Center in New York City stattfinden. Auf Grund des anhaltenden Lockouts wurden diese Spiele Ende Oktober 2012 von der KHL abgesagt und stattdessen in Moskau und St. Petersburg ausgetragen.

### Winter Classic
Das NHL Winter Classic 2013, welches am 1. Januar 2013 im Michigan Stadium in Ann Arbor zwischen den Detroit Red Wings und den Toronto Maple Leafs ausgetragen werden sollte, wurde am 2. November 2012 auf Grund des anhaltenden Lockouts abgesagt.

### All-Star-Game
Das NHL All-Star-Game 2013 sollte am 27. Januar in Columbus im US-Bundesstaat Ohio stattfinden und wurde am 23. November im Zuge des andauernden Lockouts abgesagt. Der Stadt Columbus wurde dafür ersatzweise ein zukünftiges All-Star-Wochenende zugesagt, so richteten die Blue Jackets das All-Star Game 2015 aus.

### Tabellen
Abkürzungen: GP = Spiele, W = Siege, L = Niederlagen, OTL = Niederlage nach Overtime bzw. Shootout, GF = Erzielte Tore, GA = Gegentore, Pts = Punkte

Erläuterungen: In Klammern befindet sich die Platzierung innerhalb der Conference;  = Playoff-Qualifikation,  = Division-Sieger,  = Conference-Sieger,  = Presidents’-Trophy-Gewinner

#### Eastern Conference
| Atlantic Division        | GP | W  | L  | OTL | GF  | GA  | Pts |
| ------------------------ | -- | -- | -- | --- | --- | --- | --- |
| Pittsburgh Penguins (1)  | 48 | 36 | 12 | 0   | 165 | 119 | 72  |
| New York Rangers (6)     | 48 | 26 | 18 | 4   | 130 | 112 | 56  |
| New York Islanders (8)   | 48 | 24 | 17 | 7   | 139 | 139 | 55  |
| Philadelphia Flyers (10) | 48 | 23 | 22 | 3   | 133 | 141 | 49  |
| New Jersey Devils (11)   | 48 | 19 | 19 | 10  | 112 | 129 | 48  |

| Northeast Division        | GP | W  | L  | OTL | GF  | GA  | Pts |
| ------------------------- | -- | -- | -- | --- | --- | --- | --- |
| Canadiens de Montréal (2) | 48 | 29 | 14 | 5   | 149 | 126 | 63  |
| Boston Bruins (4)         | 48 | 28 | 14 | 6   | 131 | 109 | 62  |
| Toronto Maple Leafs (5)   | 48 | 26 | 17 | 5   | 145 | 133 | 57  |
| Ottawa Senators (7)       | 48 | 25 | 17 | 6   | 116 | 104 | 56  |
| Buffalo Sabres (12)       | 48 | 21 | 21 | 6   | 125 | 143 | 48  |

| Southeast Division       | GP | W  | L  | OTL | GF  | GA  | Pts |
| ------------------------ | -- | -- | -- | --- | --- | --- | --- |
| Washington Capitals (3)  | 48 | 27 | 18 | 3   | 149 | 130 | 57  |
| Winnipeg Jets (9)        | 48 | 24 | 21 | 3   | 128 | 144 | 51  |
| Carolina Hurricanes (13) | 48 | 19 | 25 | 4   | 128 | 160 | 42  |
| Tampa Bay Lightning (14) | 48 | 18 | 26 | 4   | 148 | 150 | 40  |
| Florida Panthers (15)    | 48 | 15 | 27 | 6   | 112 | 171 | 36  |

#### Western Conference
| Central Division          | GP | W  | L  | OTL | GF  | GA  | Pts |
| ------------------------- | -- | -- | -- | --- | --- | --- | --- |
| Chicago Blackhawks (1)    | 48 | 36 | 7  | 5   | 155 | 102 | 77  |
| St. Louis Blues (4)       | 48 | 29 | 17 | 2   | 129 | 115 | 60  |
| Detroit Red Wings (7)     | 48 | 24 | 16 | 8   | 124 | 115 | 56  |
| Columbus Blue Jackets (9) | 48 | 24 | 17 | 7   | 120 | 119 | 55  |
| Nashville Predators (14)  | 48 | 16 | 23 | 9   | 111 | 139 | 41  |

| Northwest Division      | GP | W  | L  | OTL | GF  | GA  | Pts |
| ----------------------- | -- | -- | -- | --- | --- | --- | --- |
| Vancouver Canucks (3)   | 48 | 26 | 15 | 7   | 127 | 121 | 59  |
| Minnesota Wild (8)      | 48 | 26 | 19 | 3   | 122 | 127 | 55  |
| Edmonton Oilers (12)    | 48 | 19 | 22 | 7   | 125 | 134 | 45  |
| Calgary Flames (13)     | 48 | 19 | 25 | 4   | 128 | 160 | 42  |
| Colorado Avalanche (15) | 48 | 16 | 25 | 7   | 116 | 152 | 39  |

| Pacific Division      | GP | W  | L  | OTL | GF  | GA  | Pts |
| --------------------- | -- | -- | -- | --- | --- | --- | --- |
| Anaheim Ducks (2)     | 48 | 30 | 12 | 6   | 140 | 118 | 66  |
| Los Angeles Kings (5) | 48 | 27 | 16 | 5   | 133 | 118 | 59  |
| San Jose Sharks (6)   | 48 | 25 | 16 | 7   | 124 | 116 | 57  |
| Phoenix Coyotes (10)  | 48 | 21 | 18 | 9   | 125 | 131 | 51  |
| Dallas Stars (11)     | 48 | 22 | 22 | 4   | 130 | 142 | 48  |

### Beste Scorer

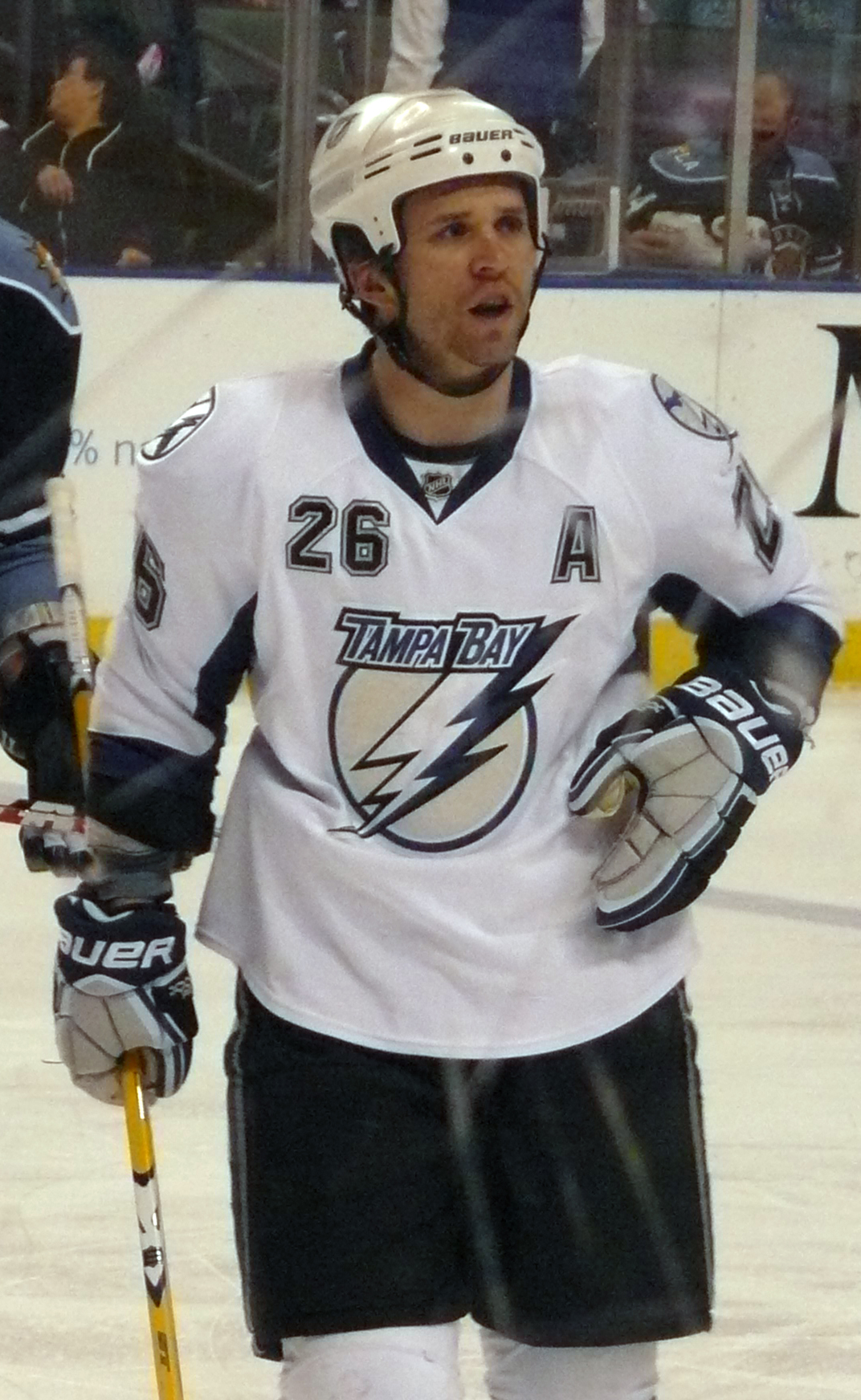
Martin St. Louis, bester Scorer und Gewinner der Art Ross Trophy.

Mit 60 Punkten führte Martin St. Louis die Scorerliste der NHL an. Er erreichte auch den Saisonbestwert von 43 Torvorlagen. Bester Torschütze war Alexander Owetschkin mit 32 Treffern. In der Plus/Minus-Wertung führte Pascal Dupuis mit einem Wert von +31. Die meisten Powerplay-Tore erzielte Alexander Owetschkin, der 16 Mal in Überzahl traf. Er war mit 220 Schüssen auch der Spieler, der am häufigsten aufs Tor schoss. In Unterzahl war Ilja Kowaltschuk mit vier Toren am häufigsten erfolgreich. Mit 155 Strafminuten hatte Colton Orr in dieser Saison die Meisten. P. K. Subban und Kris Letang waren mit jeweils 38 Punkten die erfolgreichsten Verteidiger.
Abkürzungen: GP = Spiele, G = Tore, A = Assists, Pts = Punkte, +/− = Plus/Minus, PIM = Strafminuten; Fett: Saisonbestwert
| Spieler              | Team       | GP | G  | A  | Pts | +/− | PIM |
| -------------------- | ---------- | -- | -- | -- | --- | --- | --- |
| Martin St. Louis     | Tampa Bay  | 48 | 17 | 43 | 60  | ±0  | 14  |
| Steven Stamkos       | Tampa Bay  | 48 | 29 | 28 | 57  | −4  | 32  |
| Alexander Owetschkin | Washington | 48 | 32 | 24 | 56  | +2  | 36  |
| Sidney Crosby        | Pittsburgh | 36 | 15 | 41 | 56  | +26 | 16  |
| Patrick Kane         | Chicago    | 47 | 23 | 32 | 55  | +11 | 8   |
| Eric Staal           | Carolina   | 48 | 18 | 35 | 53  | +5  | 54  |
| Chris Kunitz         | Pittsburgh | 48 | 22 | 30 | 52  | +30 | 39  |
| Phil Kessel          | Toronto    | 48 | 20 | 32 | 52  | −3  | 18  |
| Taylor Hall          | Edmonton   | 45 | 16 | 34 | 50  | +5  | 33  |
| Pawel Dazjuk         | Detroit    | 47 | 15 | 34 | 49  | +21 | 14  |
| Ryan Getzlaf         | Anaheim    | 44 | 15 | 34 | 49  | +14 | 41  |
| Mike Ribeiro         | Washington | 48 | 13 | 36 | 49  | −4  | 53  |

### Beste Torhüter

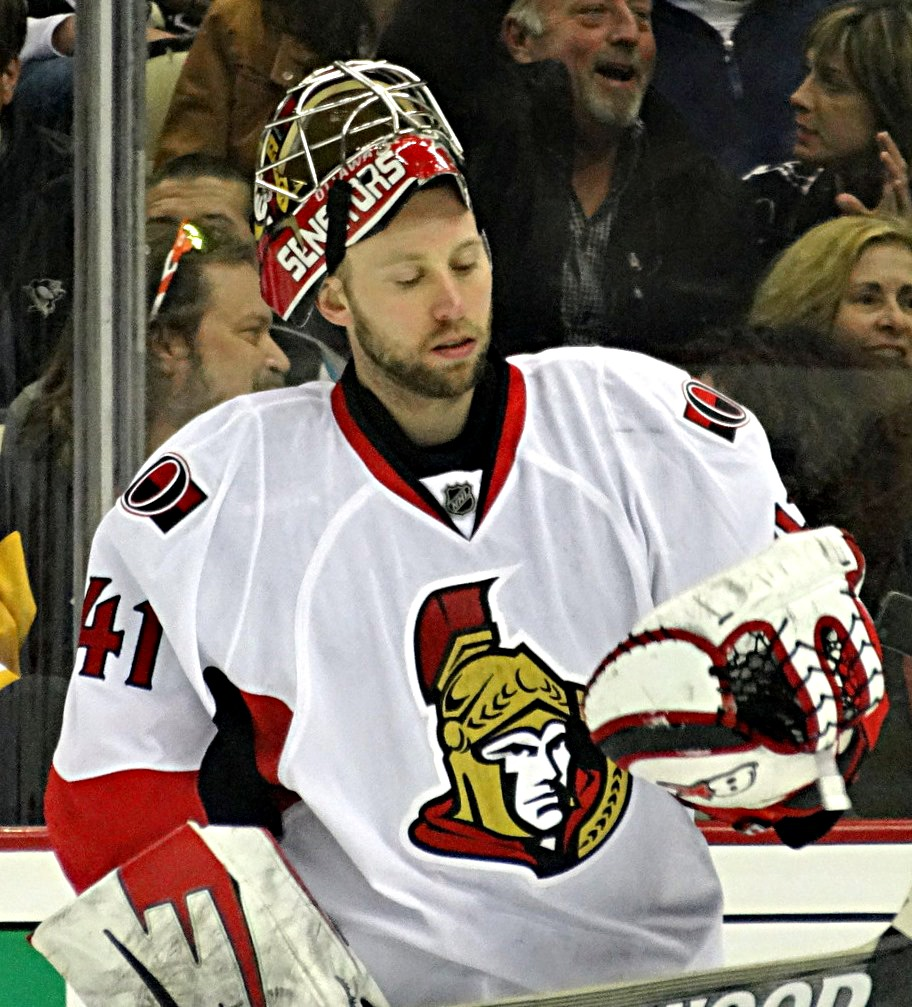
Craig Anderson hatte die beste Fangquote aller Torhüter.

Abkürzungen: GP = Spiele, TOI = Eiszeit (in Minuten), W = Siege, L = Niederlagen, OTL = Overtime/Shootout-Niederlagen, GA = Gegentore, SO = Shutouts, Sv% = gehaltene Schüsse (in %), GAA = Gegentorschnitt; Fett: Saisonbestwert
| Spieler          | Team       | GP | TOI     | W  | L  | OTL | GA | SO | Sv%  | GAA  |
| ---------------- | ---------- | -- | ------- | -- | -- | --- | -- | -- | ---- | ---- |
| Craig Anderson   | Ottawa     | 24 | 1420:36 | 12 | 9  | 2   | 40 | 3  | .941 | 1.69 |
| Sergei Bobrowski | Columbus   | 38 | 2218:57 | 21 | 11 | 6   | 74 | 4  | .932 | 2.00 |
| Tuukka Rask      | Boston     | 36 | 1832:50 | 19 | 10 | 5   | 70 | 5  | .929 | 2.00 |
| Cory Schneider   | Vancouver  | 30 | 1733:19 | 17 | 9  | 4   | 61 | 5  | .927 | 2.11 |
| Henrik Lundqvist | NY Rangers | 43 | 2575:22 | 24 | 16 | 3   | 88 | 2  | .926 | 2.05 |
| Corey Crawford   | Chicago    | 30 | 1760:31 | 19 | 5  | 5   | 57 | 2  | .926 | 1.94 |

### Beste Rookiescorer

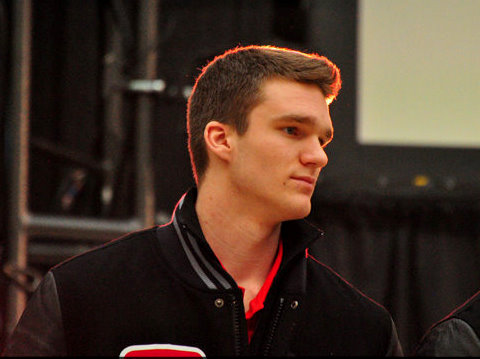
Jonathan Huberdeau, Gewinner der Calder Memorial Trophy und gemeinsam mit Nail Jakupow bester Punktesammler unter allen Rookies.

Mit jeweils 31 Punkten führten Nail Jakupow und Jonathan Huberdeau die Rookies als beste Scorer an. Jakupow war dabei mit 17 Treffern auch bester Torschütze. Die meisten Assists verzeichnete Justin Schultz, der 19 Vorlagen gab und gleichzeitig mit 27 Punkten erfolgreichster Verteidiger war. In der Plus/Minus-Wertung führte Brandon Saad mit einem Wert von +17. Im Powerplay stand mit sechs Toren ebenfalls Nail Jakupow an der Spitze der Neuprofis, während nur fünf Rookies jeweils einen Treffer in Unterzahl erzielen. Unter diesen Spielern war Jakob Silfverberg, der mit 134 Schüssen auch am häufigsten aufs Tor schoss. 21 % der Schüsse von Jakupow fanden den Weg ins Tor. Mit 113 Strafminuten war Rich Clune in dieser Saison der böse Bube unter den Rookies. Jonas Brodin stand mit 23 Minuten und 12 Sekunden pro Spiel durchschnittlich am längsten auf dem Eis.
Abkürzungen: GP = Spiele, G = Tore, A = Assists, Pts = Punkte, +/− = Plus/Minus, PIM = Strafminuten
| Spieler            | Team             | GP | G  | A  | Pts | +/− | PIM |
| ------------------ | ---------------- | -- | -- | -- | --- | --- | --- |
| Nail Jakupow       | Edmonton         | 48 | 17 | 14 | 31  | −4  | 24  |
| Jonathan Huberdeau | Florida          | 48 | 14 | 17 | 31  | −15 | 18  |
| Cory Conacher      | Tampa Bay/Ottawa | 47 | 11 | 18 | 29  | +3  | 20  |
| Brendan Gallagher  | Montréal         | 44 | 15 | 13 | 28  | +10 | 33  |
| Brandon Saad       | Chicago          | 46 | 10 | 17 | 27  | +17 | 12  |

## Stanley-Cup-Playoffs
|  | Conference-Viertelfinale                              | Conference-Viertelfinale | Conference-Viertelfinale |                    | Conference-Halbfinale | Conference-Halbfinale | Conference-Halbfinale |               |                    | Conference-Finale | Conference-Finale | Conference-Finale |  |  | Stanley-Cup-Finale | Stanley-Cup-Finale | Stanley-Cup-Finale |
|  |                                                       |                          |                          |                    |                       |                       |                       |               |                    |                   |                   |                   |  |  |                    |                    |                    |
|  | 1                                                     | Pittsburgh Penguins      | 4                        |                    | 1                     | Pittsburgh Penguins   | 4                     |               |                    |                   |                   |                   |  |  |                    |                    |                    |
|  | 8                                                     | New York Islanders       | 2                        | 7                  | Ottawa Senators       | 1                     |                       |               |                    |                   |                   |                   |  |  |                    |                    |                    |
|  |                                                       |                          |                          |                    |                       |                       |                       |               |                    |                   |                   |                   |  |  |                    |                    |                    |
|  | 2                                                     | Canadiens de Montréal    | 1                        | Eastern Conference | Eastern Conference    | Eastern Conference    |                       |               |                    |                   |                   |                   |  |  |                    |                    |                    |
|  | 2                                                     | Canadiens de Montréal    | 1                        | Eastern Conference | Eastern Conference    | Eastern Conference    |                       |               |                    |                   |                   |                   |  |  |                    |                    |                    |
|  | 7                                                     | Ottawa Senators          | 4                        |                    |                       |                       |                       |               |                    |                   |                   |                   |  |  |                    |                    |                    |
|  | 7                                                     | Ottawa Senators          | 4                        | 1                  | Pittsburgh Penguins   | 0                     |                       |               |                    |                   |                   |                   |  |  |                    |                    |                    |
|  |                                                       |                          |                          | 1                  | Pittsburgh Penguins   | 0                     |                       |               |                    |                   |                   |                   |  |  |                    |                    |                    |
|  |                                                       | 4                        | Boston Bruins            | 4                  |                       |                       |                       |               |                    |                   |                   |                   |  |  |                    |                    |                    |
|  | 3                                                     | 4                        | Boston Bruins            | 4                  | Washington Capitals   | 3                     |                       |               |                    |                   |                   |                   |  |  |                    |                    |                    |
|  | 3                                                     |                          |                          |                    | Washington Capitals   | 3                     |                       |               |                    |                   |                   |                   |  |  |                    |                    |                    |
|  | 6                                                     | New York Rangers         | 4                        |                    |                       |                       |                       |               |                    |                   |                   |                   |  |  |                    |                    |                    |
|  | 6                                                     | New York Rangers         | 4                        |                    |                       |                       |                       |               |                    |                   |                   |                   |  |  |                    |                    |                    |
|  |                                                       |                          |                          |                    |                       |                       |                       |               |                    |                   |                   |                   |  |  |                    |                    |                    |
|  | 4                                                     | Boston Bruins            | 4                        | 4                  | Boston Bruins         | 4                     |                       |               |                    |                   |                   |                   |  |  |                    |                    |                    |
|  | 4                                                     | Boston Bruins            | 4                        | 4                  | Boston Bruins         | 4                     |                       |               |                    |                   |                   |                   |  |  |                    |                    |                    |
|  | 5                                                     | Toronto Maple Leafs      | 3                        | 6                  | New York Rangers      | 1                     |                       |               |                    |                   |                   |                   |  |  |                    |                    |                    |
|  | 5                                                     | Toronto Maple Leafs      | 3                        | 6                  | New York Rangers      | 1                     | E4                    | Boston Bruins | 2                  |                   |                   |                   |  |  |                    |                    |                    |
|  | (Die Teams werden nach der ersten Runde neu gesetzt.) |                          |                          |                    |                       |                       | E4                    | Boston Bruins | 2                  |                   |                   |                   |  |  |                    |                    |                    |
|  |                                                       | W1                       | Chicago Blackhawks       | 4                  |                       |                       |                       |               |                    |                   |                   |                   |  |  |                    |                    |                    |
|  | 1                                                     | W1                       | Chicago Blackhawks       | 4                  | Chicago Blackhawks    | 4                     |                       | 1             | Chicago Blackhawks | 4                 |                   |                   |  |  |                    |                    |                    |
|  | 1                                                     |                          |                          |                    | Chicago Blackhawks    | 4                     |                       | 1             | Chicago Blackhawks | 4                 |                   |                   |  |  |                    |                    |                    |
|  | 8                                                     | Minnesota Wild           | 1                        | 7                  | Detroit Red Wings     | 3                     |                       |               |                    |                   |                   |                   |  |  |                    |                    |                    |
|  | 8                                                     | Minnesota Wild           | 1                        | 7                  | Detroit Red Wings     | 3                     |                       |               |                    |                   |                   |                   |  |  |                    |                    |                    |
|  |                                                       |                          |                          |                    |                       |                       |                       |               |                    |                   |                   |                   |  |  |                    |                    |                    |
|  | 2                                                     | Anaheim Ducks            | 3                        |                    |                       |                       |                       |               |                    |                   |                   |                   |  |  |                    |                    |                    |
|  | 2                                                     | Anaheim Ducks            | 3                        |                    |                       |                       |                       |               |                    |                   |                   |                   |  |  |                    |                    |                    |
|  | 7                                                     | Detroit Red Wings        | 4                        |                    |                       |                       |                       |               |                    |                   |                   |                   |  |  |                    |                    |                    |
|  | 7                                                     | Detroit Red Wings        | 4                        | 1                  | Chicago Blackhawks    | 4                     |                       |               |                    |                   |                   |                   |  |  |                    |                    |                    |
|  |                                                       |                          |                          | 1                  | Chicago Blackhawks    | 4                     |                       |               |                    |                   |                   |                   |  |  |                    |                    |                    |
|  |                                                       | 5                        | Los Angeles Kings        | 1                  |                       |                       |                       |               |                    |                   |                   |                   |  |  |                    |                    |                    |
|  | 3                                                     | 5                        | Los Angeles Kings        | 1                  | Vancouver Canucks     | 0                     |                       |               |                    |                   |                   |                   |  |  |                    |                    |                    |
|  | 3                                                     |                          |                          |                    | Vancouver Canucks     | 0                     |                       |               |                    |                   |                   |                   |  |  |                    |                    |                    |
|  | 6                                                     | San Jose Sharks          | 4                        | Western Conference | Western Conference    | Western Conference    |                       |               |                    |                   |                   |                   |  |  |                    |                    |                    |
|  | 6                                                     | San Jose Sharks          | 4                        | Western Conference | Western Conference    | Western Conference    |                       |               |                    |                   |                   |                   |  |  |                    |                    |                    |
|  |                                                       |                          |                          |                    |                       |                       |                       |               |                    |                   |                   |                   |  |  |                    |                    |                    |
|  | 4                                                     | St. Louis Blues          | 2                        | 5                  | Los Angeles Kings     | 4                     |                       |               |                    |                   |                   |                   |  |  |                    |                    |                    |
|  | 5                                                     | Los Angeles Kings        | 4                        | 6                  | San Jose Sharks       | 3                     |                       |               |                    |                   |                   |                   |  |  |                    |                    |                    |

## NHL Awards und vergebene Trophäen
| Auszeichnung                          | Auszeichnung              | Team                  |
| ------------------------------------- | ------------------------- | --------------------- |
| Stanley Cup                           | Stanley Cup               | Chicago Blackhawks    |
| Clarence S. Campbell Bowl             | Clarence S. Campbell Bowl | Chicago Blackhawks    |
| Prince of Wales Trophy                | Prince of Wales Trophy    | Boston Bruins         |
| Presidents’ Trophy                    | Presidents’ Trophy        | Chicago Blackhawks    |
| Auszeichnung                          | Spieler                   | Team                  |
| Art Ross Trophy                       | Martin St. Louis          | Tampa Bay Lightning   |
| Bill Masterton Memorial Trophy        | Josh Harding              | Minnesota Wild        |
| Calder Memorial Trophy                | Jonathan Huberdeau        | Florida Panthers      |
| Conn Smythe Trophy                    | Patrick Kane              | Chicago Blackhawks    |
| Frank J. Selke Trophy                 | Jonathan Toews            | Chicago Blackhawks    |
| Hart Memorial Trophy                  | Alexander Owetschkin      | Washington Capitals   |
| Jack Adams Award                      | Paul MacLean              | Ottawa Senators       |
| James Norris Memorial Trophy          | P. K. Subban              | Canadiens de Montréal |
| King Clancy Memorial Trophy           | Patrice Bergeron          | Boston Bruins         |
| Lady Byng Memorial Trophy             | Martin St. Louis          | Tampa Bay Lightning   |
| Lester Patrick Trophy                 | Kevin Allen               | –                     |
| Mark Messier Leadership Award         | Daniel Alfredsson         | Ottawa Senators       |
| Maurice ‚Rocket‘ Richard Trophy       | Alexander Owetschkin      | Washington Capitals   |
| NHL Foundation Player Award           | Henrik Zetterberg         | Detroit Red Wings     |
| NHL General Manager of the Year Award | Ray Shero                 | Pittsburgh Penguins   |
| NHL Plus/Minus Award (inoffiziell)    | Pascal Dupuis             | Pittsburgh Penguins   |
| Ted Lindsay Award                     | Sidney Crosby             | Pittsburgh Penguins   |
| Vezina Trophy                         | Sergei Bobrowski          | Columbus Blue Jackets |
| William M. Jennings Trophy            | Corey Crawford            | Chicago Blackhawks    |
| William M. Jennings Trophy            | Ray Emery                 | Chicago Blackhawks    |

### All-Star-Teams
| First All-Star-Team | First All-Star-Team                                 |
| ------------------- | --------------------------------------------------- |
| Angriff:            | Chris Kunitz – Sidney Crosby – Alexander Owetschkin |
| Verteidigung:       | Ryan Suter – P. K. Subban                           |
| Tor:                | Sergei Bobrowski                                    |

| Second All-Star-Team | Second All-Star-Team                                     |
| -------------------- | -------------------------------------------------------- |
| Angriff:             | Alexander Owetschkin – Jonathan Toews – Martin St. Louis |
| Verteidigung:        | François Beauchemin – Kris Letang                        |
| Tor:                 | Henrik Lundqvist                                         |

### All-Rookie-Team
| All-Rookie-Team | All-Rookie-Team                                       |
| --------------- | ----------------------------------------------------- |
| Angriff:        | Brendan Gallagher – Jonathan Huberdeau – Brandon Saad |
| Verteidigung:   | Jonas Brodin – Justin Schultz                         |
| Tor:            | Jake Allen                                            |